# التبصير في الدين وتمييز الفرقة الناجية عن الفرق الهالكين
التبصير في الدين وتمييز الفرقة الناجية عن الفرق الهالكين كتاب من تأليف الإمام أبي المظفر شاهفور بن طاهر الإسفراييني (ت 471 هـ) الملقب بحجة المتكلمين. حقق الكتاب وترجم للمؤلف وخرج أحاديثه وعلق حواشيه الإمام محمد زاهد الكوثري.

## موضوع الكتاب ومحتواه
تناول فيه الإمام الإسفرايني مسائل تتعلق بتوحيد الله تعالى في أسمائه وصفاته، وأنها تشتمل على حكمة والتي تنحصر في المعرفة بما أوجب الله تعالى معرفته، والإحاطة بما أوجب عليه مجانبته، وهي إتيان الأوامر واجتناب النواهي، وأن الأنبياء جاءوا لتعريف الناس هذه الحكمة، حتى يكونوا على هدى من أمرهم، وعلى صراط مستقيم، وأنه ينبغي على الإنسان أن يتعرف على الشر مخافة الوقوع فيه، فقد قيل:
وهذا هو الذي جعل الإمام الإسفراييني يقوم بتقسيم كتابه إلى خمسة عشر بابا بيّن فيها أوصاف عقائد أهل الدين وفضائح أهل الزيغ والملحدين، وهي كالتالي:
- ـ الباب الأول: في بيان أول خلاف ظهر في الإسلام بعد وفاة رسول الله ﷺ، وما ظهر من الخلاف في أيام الصحابة أو قريبا منهم.
- ـ الباب الثاني: في بيان فرق الأمة على الجملة.
- ـ الباب الثالث: في تفصيل مقالات الروافض وبيان فضائحهم.
- ـ الباب الرابع: في بيان مقالات الخوارج وبيان فضائحهم.
- ـ الباب الخامس: في تفصيل مقالات القدرية الملقبة بالمعتزلة وبيان فضائحهم.
- ـ الباب السادس: في تفصيل مقالات المرجئة وبيان فضائحهم.
- ـ الباب السابع: في تفصيل مقالات النجارية وبيان فضائحهم.
- ـ الباب الثامن: في تفصيل مقالات الضرارية وبيان فضائحهم.
- ـ الباب التاسع: في تفصيل مقالات البكرية وبيان فضائحهم.
- ـ الباب العاشر: في تفصيل مقالات الجهمية وبيان فضائحهم.
- ـ الباب الحادي عشر: في تفصيل مقالات الكرامية وبيان فضائحهم.
- ـ الباب الثاني عشر: في تفصيل مقالات المشبهة وبيان فضائحهم.
- ـ الباب الثالث عشر: في بيان فرق ينتسبون إلى دين الإسلام، ولا يعودن في جملة المسلمين، ولا يكونون من جملة الاثنتين والسبعين، وهم أكثر من عشرين فرقة.
- الباب الرابع عشر: في بيان مقالات أقوام من الملحدين كانوا قبل ظهور دولة الإسلام.
- الباب الخامس عشر: في بيان اعتقاد أهل السنة والجماعة وبيان ما لهم من المفاخر والمحاسن والآثار في الدين.

## سبب التأليف
ألّفه الإمام الإسفرايني بناء على طلب الوزير نظام الملك؛ حيث كلف أبا المظفر بتصنيف كتاب جامع شامل في عقائد أهل الأهواء وتمييز الفرقة الناجية، فألف كتابه هذا وقال في مقدمة كتابه: «ولما كان الشيخ الأجل الوزير أبو الحسن علي بن علي بن إسحاق قد أكرمه الله بجلال نِعَمه، وفضائل قسمه، قائما بنصرة أهل الدين... فأردت أن أجمع كتابا فارقا بين الفريقين، جامعا بين وصف الحق وخاصيته، والإشارة إلى حجته، ووصف الباطل، وحل شبهه؛ ليزداد المطلع عليه استيقانا في دينه، وتحقيقا في يقينه، فلا ينفذ عليه تلبيس المبطلين، ولا تدليس المخالفين للدين...»
ويشير أحد محققي الكتاب وهو د. مجيد خليفة، أن من الأسباب التي لاحظها من خلال مطالعته لهذا الكتاب:
- 1 ـ بيان زيف المقالات التي انتحلها البعض، وغروا بها العوام من خلال تزيينها للناس في المجتمع الإسلامي بصورة عامة، خاصة في بلاد خراسان وما وراء النهر، التي انتشرت فيها الأفكار والمعتقدات المنحرفة والغالية، من باب بيان الشر خشية الوقوع فيه، قال الإسفراييني:«وقد كان أصحاب رسول الله صلى الله عليه وآله وسلم يسألونه عن الحق لصحة الاعتقاد والمعرفة، وعن الباطل والشر للتمكن من المجانبة، حتى قال حذيفة بن اليمان: "كان الناس يسألون رسول الله صلى الله عليه وسلم عن الخير، وكنت أسأله عن الشر"، وإنما كان يفعله لتصح له مجانبته، لأن من لم يعرف الشر يوشك أن يقع فيه.»
- 2 ـ الوقوف بوجه بعض الفرق من الكرامية والباطنية التي انتشرت بصورة واسعة في خراسان في القرن الرابع والخامس الهجري... قال أبو المظفر الإسفراييني عن الفرقة الأخيرة: «وفتنتهم على المسلمين شر من فتنة الدجال، فإن فتنة الدجال إنما تدوم أربعين يوما، وفتنة هؤلاء ظهرت أيام المأمون، وهي قائمة بعد.»
- 3 ـ بيان تأثير أفكار الأمم السابقة على الفرق التي ظهرت في خراسان بصورة خاصة، وقد شبه الأسفراييني الكرامية بالمجوس، فقال: «ولم يجد هؤلاء في الأمم من يكون قدوة لهم بالقول بحدوث الحوادث في ذات الصانع غير المجوس، فرتبوا مذهبهم على قولهم.»
- 4 ـ تمييز الفرقة الناجية التي ذكرت في حديث الافتراق المشهور عن الفرق الأخرى، بل إن العنوان الذي حمله الكتاب يدل على ذلك، فقال بعد أن انتهى من استعراض الفرق الإسلامية: «وقد نزههم الله تعالى عن جميع هذه الفضائح والرذائل التي سردناها، وجروا في اعتقادهم على ظاهر الكتاب والسنة وإجماع الأئمة، والخلاف بينهم رجع إلى فروع الدين، وإلى أمور يسيرة الخطب، لا توجب تكفيرا ولا ابتداعا.»
- 5 ـ رغم أن الكتاب كان مخصصا لفرق المسلمين، فقد بين أبو المظفر الإسفراييني عقائد غير المسلمين بصورة مختصرة، فقال في باب خصصه لذلك: «في بيان مقالات قوم كانوا قبل دولة الإسلام والله أعلم بعددهم ونذكر منهم ما اشتهر من جملتهم عند أرباب التواريخ وأصحاب المقالات.»
- 6 ـ بيان اعتقاد أهل السنة والجماعة، بموازاة الفرق التي ظهرت في الإسلام، وقد تضمت ذلك ثلاثة أمور:

1. ـ أحدها: في بيان اعتقاد أهل السنة والجماعة.
2. ـ الثاني: في بيان تحقيق النجاة لهم بالطرق التي ننبه عليها.
3. ـ الثالث: في بيان فضائلهم.

وأهل السنة الذين يعنيهم المؤلف هنا هم الأشاعرة، وقد بينا سبب معتقده هذا في الفصل الذي تقدم.

## وصلات خارجية
- تمييز الفرقة الناجية عن الفرق الهالكين - الإسفراييني على يوتيوب
- كتاب التبصير في الدين - الدكتور الشيخ سليم علوان الأمين العام لدار الفتوى في أستراليا على يوتيوب